# 珠河街道
珠河街道是中华人民共和国广西壮族自治区防城港市防城区下辖的一个街道办事处。原为防城镇的一部分，2014年撤销防城镇设立珠河、文昌、水营三个街道办事处。

## 行政区划
珠河街道下辖以下村级行政区划单位：
珠河社区、镇夏岭社区、三官社区、石岭村、冲仑村、冲稔村和那天花村。